# Kiai
Der Kiai [ki.ai] (japanisch ja 気合 und 気合い und 氣合) ist ein Kampfschrei, der während einer Aktion in den asiatischen Kampfkünsten (jap. Budō) eingesetzt wird. Es gibt zwei Formen des Kiai: den stimmlosen Kiai mit einem hörbaren Ausatmen und den stimmhaften Kiai mit einem lauten Schrei. Der Schrei muss natürlich und unverändert aus dem Körper kommen. Das Wort „Kiai“ zu rufen oder einen speziell klingenden Schrei im Hals zu erzeugen ist kein echter Kiai. Der Kiai soll die innere Verfassung (Aiki) mit dem Willen durch die Stimme verbinden. Dazu ist korrekte Atemtechnik notwendig: ein Kiai wird durch Bauchatmung erzeugt und entsteht nicht durch Brustatmung.
Der Kiai ist ein wesentliches Element in vielen Kampfkünsten und erfüllt mehrere Zwecke:
- zeitliche und räumliche Koordination der körperlichen Energie und der psychischen Aufmerksamkeit auf die ausgeführte Schlag-, Tritt- oder Wurfaktion (jap. Kime)
- Aufrechterhaltung der inneren Anspannung und Aggression nach einem erfolgreichen Treffer (dadurch ist man in der Lage weiterzukämpfen, ohne durch Freude oder Erleichterung in der Konzentration nachzulassen) (jap. Zanshin oder Zan-Shin)

Im Karate kommen in vielen Kata zwei Kiais vor, die vom Karateka meist bei schnellen und kräftigen Techniken ausgestoßen werden. Eine Ausnahme (bei den Shotokan Katas) ist die Kata Wankan, die nur ein Kiai am Ende hat. Der erste Kampfschrei erfolgt etwa am Ende der ersten Hälfte, der zweite markiert oft das Ende der Kata. Auch hier gibt es Ausnahmen, wie z. B. Heian Shodan, Heian Yondan, Heian Godan oder Bassai Sho. Der Kiai wird auch in der Grundschule (Kihon) trainiert und in verschiedenen Kampfformen (Kumite und Freikampf) verwendet.
Für viele Anfänger ist die Anwendung eines lauten, stimmhaften Kiai mit einer Art psychischen Hemmung verbunden. Mögliche Gründe sind, dass laute Rufe im Alltag verpönt sind, und man sich unwohl fühlt, wenn man alleine laut wird.
In den koreanischen Kampfkünsten wird der Schrei Gihap (kor. 기합) genannt. Einige Besonderheiten weist der Taekkyon-Kampfschrei auf.

## Namensherkunft
Das Wort kommt aus dem Japanischen und setzt sich zusammen aus den Begriffen Ki (jap. 氣 und 気, „innere Lebensenergie“) und Ai (jap. 合, „Einheit, Harmonie“). Es wird übersetzt mit „Geistes-Begegnung“ oder „Sammlung der Energie“.

## Kiai beim Kendō
Die Trefferflächen beim Kendō haben ihre eigenen Namen (Kote, Men, Dō), und diese müssen laut und deutlich genannt werden, damit der Treffer gilt. Bereits bei Grundtechniken werden üblicherweise die Namen der Trefferflächen laut gerufen, um zu vermitteln, dass der Treffer kein Produkt des Zufalls war, sondern mit voller Absicht erzielt wurde. Zu Beginn des Shiai gibt es noch zusätzlich das Kake-goe, laute, energische, teilweise schrille Rufe beziehungsweise Schreie, zumeist auf die Silbe „Yaaa“, die der Einschüchterung des Gegners sowie dem Aufbauen innerer Spannung dienen. Es gibt bestimmte Atemübungen, mit dem das Kake-goe gezielt trainiert werden kann.
Auch bei der Durchführung einer Kata gibt es Kake-goe und Kiai. Dort erfolgt das Kake-goe (Nihon) bei bestimmten Schlagtechniken, die vom Shidachi mit „To!“, vom Uchidachi mit „Ya!“ ausgerufen werden. Der Kiai ist hier intensiver als beim Shinai-Kendō.
Der Kiai fällt zeitlich mit dem Kime zusammen. Ein Schnitt/Treffer ist im Kendō nur dann gültig, wenn er mit Überzeugung ausgeführt wird und wenn Kiai, die harmonische Bewegung des gesamten Körpers und das Auftreffen der Waffe im selben Augenblick stattfinden. Bei guter Ausführung kann der Kiai selbst eine Waffe sein, da ein Angreifer durch die Haltung, Bewegung und den Stimmeinsatz aus dem Gleichgewicht gebracht werden, d. h. eingeschüchtert oder verwirrt werden kann (psychologische Wirkung nach außen). Einen Kiai auszustoßen wirkt auch motivierend auf den Ausführenden (psychologische Wirkung nach innen). Der Kiai ist ein wesentlicher Baustein beziehungsweise Grundvoraussetzung zum Erlernen der Techniken.

## Kiai beim Go
Bei Brettspielen wie Go wird der Ausdruck Kiai für eine aktive, angreifende Spielweise benutzt, in der man die Initiative übernimmt. Insbesondere wenn man vom Punktestand her hinten liegt, darf man nicht auf eine passive, nur verteidigende Spielweise zurückgreifen.